# Колона Божої Матері (Рівне)
Колона Божої Матері - пам’ятка місцевого значення, встановлена 25 серпня 2003 року в центрі міста Рівне неподалік Свято-Воскресенського собору, на розі вулиць 16 Липня та Соборної (колишня ринкова площа). Скульптура дещо нагадує попередній пам'ятний знак, знищений у 1952 р. і не є точною копією.

## Історія встановлення
У 1770 році місто охопила страшна недуга - морова виразка або чума, яка поширилась із Західної Європи. Люди помирали сотнями і були сташенно налякані. Саме тоді місцевими жителями було вирішено зібрати кошти на спорудження скульптури Матері Божої, як оберегала від нещасть та хвороб. На жаль, автор першого пам'ятного знаку залишився невідомим. Але так сталося, що після його встановлення недуга відступила і містом почали ширитися чутки про заступництво вищих сил. Минуло 75 років, і Рівне знову здригнулося від страшної хвороби – це була холера. Пам'ятаючи розповіді про диво, яке пов'язували з Божою матір'ю, її знову привели до порядку і почали благати про спасіння. І знову це допомогло.
Божа матір вважалась місцевою святинею, яку шанували як православні так і католики. Місцеву святиню було знищено тодішньою владою.

## Історія зникнення
Після закінчення війни, під приводом впорядкування міста, міська влада 15 травня 1950 року видала постанову “О сносе фигур, препятствующих благоустройству города”. Де йшлося: “…по генплану реконструкции города на месте скульптури “Мадонна” по ул. Сталина, напротив Дворца пионеров необходимо пробивать улицу и благоустраивать площадь, также по ул. Гоголя №12 находиться скульптура такого же религиозного характера в полуразрушенном состоянии – снести”. Через два роки після цієї постанови — у 1952 році відбувся демонтаж. 
Статую Божої Матері демонтували в ніч на 22-е квітня, того року це була якраз ніч на Великдень. Демонтовану статую вивезли в невідомому напрямку. 

## Опис об'єкта
На прямокутному постаменті прямокутної форми встановлено колону, на якій розміщено скульптуру Божої Матері в повний зріст. Голова покрита накидкою, а Її руки, складені на грудях, ніби у молитві за віруючих людей. 
Висота колони понад 3 м. За старими фотографіями колону відновили скульптор Володимир Стасюк та архітектор Леонід Закревський. 